# Alma Cornea-Ionescu
Alma Cornea-Ionescu (n. 21 mai 1900, Budapesta, Austro-Ungaria – d. 19 iulie 1977, Timișoara) a fost o compozitoare, pianistă, profesoară și critic muzical din România.

## Biografie
A început studiile muzicale la Conservatorul „Fodor” din Budapesta (1912-1916), avându-i profesori pe Antal Siklos (teorie-solfegiu, armonie) și dr. Sandor Kovacs (pian). Între 1924 și 1927 și-a continuat studiile la Conservatorul din Cluj cu profesorii Traian Vulpescu (teorie-solfegiu), Marțian Negrea (armonie, contrapunct, forme muzicale), Augustin Bena (teorie-solfegiu, acustică, estetică muzicală), Ana Voileanu-Nicoară (pian) și Jean Bobescu (muzică de cameră).
Între anii 1928 și 1931 s-a perfecționat la Akademie fur Musik un Darstellende Kunst din Viena cu Paul de Conne (pian), la Konservatorium für Musik și la Internationales Pianisten Seminar din Viena, cu Leo Sirota (pian), Anton Ruzitska (muzică de cameră) și Anton Webern (forme muzicale). A audiat cursuri de istoria muzicii și pedagogia pianului la Internationale Hochschulkursen der Universitat din Viena (1930-1931).
A fost timp de peste douăzeci de ani (1922-1946) profesoară de pian la Conservatorul municipal din Timișoara, apoi (1946-1949) la Conservatorul de muzică și artă dramatică din Timișoara, la Institutul de Arte din Timișoara (1949-1950) și la Liceul de Muzică din Timișoara (1950-1962). A fost lector universitar (1959-1964) și conferențiar (1964-1968) la Institutul Pedagogic de 3 ani din Timișoara. O stradă din Timișoara poartă numele lui Alma Cornea-Ionescu.

## Compoziții

### Muzică de cameră
- Suită de dansuri bănățene (1921), pentru pian solo;
- Două piese în stil românesc (1930), pentru pian solo, Cluj, 1930;
- Din lumea copiilor (1931), piese mici pentru pian;[5]
- 33 piese miniaturi (1932), pentru pian;
- 10 Variațiuni pe o temă românească (1943), pentru pian solo;
- Bagatele pentru pian (1955);
- Suită mică pentru cvartet de coarde (1961);
- 10 Piese pentru pian (1965);
- Suita pentru pian nr. 2 (1966);
- Cântec de leagăn și Cântec de iubire (1970), pentru vioară și pian.

### Muzică corală
- Lupta noastră (1951), pentru cor mixt și pian, versuri de Gheorghe Pavelescu;
- Cântec de pace (1952), pentru cor mixt și pian;
- Suntem veseli, fericiți (1957), pentru 2 și trei voci cu pian;
- Tot mai frumoasă e patria mea (1959), pentru cor mixt și pian (fanfară sau orchestră).

### Muzică vocală
- Două cântece de dor (1952), pentru voce și pian, versuri populare;
- Was wiel die einsame Trane (1954), pentru voce și pian, versuri de H. Heine;
- Și dacă (1954), pentru voce și pian, versuri de Mihai Eminescu;
- Din bătrâni (1956), pentru voce și pian, versuri de Octavian Goga;
- Șase doine pentru voce și pian (1964), versuri populare;
- Când vii și Toamna (1968), pentru voce și pian, versuri de Agripina Foreanu;
- Cântec de dor și jale (1969-1972), pentru voce și pian, versuri populare.[3]

### Lucrări didactice
- Album pentru copii, 15 piese mici pentru pian (1954);
- Metodă de pian (1955);
- Metodă de pian pentru anii I și II, (1962).[5]

## Distincții
În 1957 a fost distinsă cu Ordinul Muncii, clasa III.